# HD232285
HD232285 — хімічно пекулярна зоря спектрального класу B9, що має видиму зоряну величину в смузі V приблизно  9,4.
Вона  розташована на відстані близько 1289,2 світлових років від Сонця.

## Пекулярний хімічний вміст
Зоряна атмосфера HD232285 має підвищений вміст Si.